# Навада
Навада (англ. Nawada, хинди नवादा) — город в южной части штата Бихар, Индия. Административный центр округа Навада.

## География
Абсолютная высота — 79 метров над уровнем моря.

## Население
По данным на 2013 год численность населения составляет 131 844 человека.
Динамика численности населения города по годам:
| 1991   | 2001   | 2013    |
| ------ | ------ | ------- |
| 53 174 | 81 891 | 131 844 |

## Транспорт
Через город проходит национальное шоссе № 31 и шоссе штата № 8. Имеется железнодорожное сообщение с городами Гая, Мунгер, Бхагалпур, Калькутта и др. Ближайшие аэропорты находится в городах Гая (54 км) и Патна (90 км).